# Sieve
De Sieve is een rivier in de Italiaanse regio Toscane.
De 62 kilometer lange zijrivier van de Arno ontspringt in de Apennijnen bij de Futapas (Passo della Futa), stroomt vervolgens in oostelijke richting door de Mugello, alvorens bij Dicomano richting het zuiden te draaien. De Sieve stroomt vanaf Dicomano door de  Valdisieve naar het zuiden om bij Pontassieve uit te monden in de Arno.
De gemeenten waardoor de rivier stroomt zijn Barberino di Mugello, San Piero a Sieve, Borgo San Lorenzo, Vicchio, Dicomano, Rufina en Pontassieve.
- Library of Congress Control Number: sh86007077
- Nationale Bibliotheek van Israël: 987007529599705171
- Virtual International Authority File: 315129073